# Chelforó
Chelforó es una localidad del departamento Avellaneda, en la provincia de  Río Negro, Argentina.
Se encuentra sobre la RN 22, en la costa norte del Río Negro.
Desde allí se accede por la RN 232 hacia la localidad de Gobernador Duval, provincia de la Pampa.

## Población
Contó con 71 habitantes (Indec, 2010), lo que representó un descenso del 13% frente a los 82 habitantes (Indec, 2001) del censo anterior. La localidad llegó a tener 500 habitantes. En los últimos 20 años sufrió un despoblamiento, a raíz del descenso de flujo de transporte, a causa del deterioro de la RN 232.Al deterioro de la mencionada ruta debe sumársele la privatización de Ferrocarriles Argentinos, y Gas del Estado, en la década del '90, que fue el golpe más duro que debió afrontar esta localidad ya que estas empresas nacionales ocupaban a casi la mayoría de la población. 
El censo 2022 arrojó 52 viviendas con una población estable de 86 habitantes en la comisión de fomento.
| Gráfica de evolución demográfica de Chelforó entre 1991 y 2022 |
|                                                                |
| Fuente: Censos nacionales del INDEC                            |